# Иласхан-Юрт
Иласхан-Юрт (чечен. Илсхан-Йурт) — село в Курчалоевском районе Чеченской Республики России.
Административный центр Илсхан-Юртовского сельского поселения.

## География
Село расположено по обоим берегам реки Мичик, чуть выше её впадения в Гумс, к северу от районного центра — Курчалой и в 40 км к востоку от города Грозный.
Ближайшие населённые пункты: на северо-западе — село Новый Энгеной, на севере — город Гудермес и село Новый Беной, на северо-востоке — село Мелчхи, на востоке — посёлок Ойсхара, на юго-востоке — село Бачи-Юрт, на юге — село Майртуп и город Курчалой и на юго-западе — сёла Гелдагана и Цоци-Юрт.

## История
В 1944 году, после депортации чеченцев и ингушей и упразднения Чечено-Ингушской АССР, село было заселено выходцами из соседнего Дагестана и переименовано в Белоречье.
После восстановления Чечено-Ингушской АССР в 1957 году выходцы из Дагестана были возвращены на родину.
Постановлением Президиума Верховного Совета ЧИАССР от 14 августа 1989 года селу было возвращено историческое название.
1 января 2020 года село вместе со всей территорией Илсхан-Юртовского сельского поселения передаётся из состава Гудермесского района в состав Курчалоевского района.

## Население
| 1990  | 2002  | 2010  | 2012  | 2013  | 2014  | 2015  |
| ----- | ----- | ----- | ----- | ----- | ----- | ----- |
| 2851  | ↗4486 | ↗5041 | ↗5215 | ↗5239 | ↗5347 | ↗5477 |
| 2016  | 2017  | 2018  | 2019  | 2020  | 2021  | 2023  |
| ↗5569 | ↗5680 | ↗5805 | ↗5889 | ↗5998 | ↘5862 | ↗6002 |
| 2024  |       |       |       |       |       |       |
| ↗6085 |       |       |       |       |       |       |

Национальный состав
По данным Всероссийской переписи населения 2010 года:
| № | Национальность | Численность, чел. | Доля    |
| - | -------------- | ----------------- | ------- |
| 1 | чеченцы        | 5029              | 99,76 % |
| 2 | другие         | 12                | 0,24 %  |

## Тейпы
В населении села преобладают представители чеченских тейпов:
- Сесаной,
- Билтой,
- Курчалой
- Цонтарой,
- Чартой,
- Чинхой,
- Зандакой,
- Балой,
- Беной,
- Гордалой.

## Улицы
Улицы села:
| - А. Шарипова, - А. Кадырова, - Аймани Кадыровой, - Байсангурова, - Белореченская, - Большая, - Большая Заречная 1-я, - Большая Заречная 2-я, - Большая Заречная 3-я, - Большая Заречная 4-я, - Верхняя, - Верхолазова, - Висаитова, | - Водокачная, - Высотная, - Высотный, - Главная, - Директорная, - Западная, - Заречная Малая 1-я, - Заречная Малая 2-я, - Заречная Малая 3-я, - Заречная Малая 4-я, - Заречная Малая 5-я, - Кавказская, - Китайская, | - Красивая, - Лесная, - Мечетная, - Молодёжная, - Нагорный, - Нефтяная, - Нижняя 1-я, - Нижняя 2-я, - Нижняя 3-я, - Нижняя 4-я, - Новая, - Первомайская, - Подгорная, | - Полевая, - Полевая 1-я, - Полевая 2-я, - Полевой, - Р. Кадырова, - Речная, - Угловая, - Ханбитирова, - Цветочный, - Шейха Мансура, - Улица Школьная, - Улица Шоссейная. |

## Галерея
- Река Гумс в окрестностях Иласхан-Юрта
- Поле подсолнечника в окрестностях Иласхан-Юрта
- Вид на селение Иласхан-Юрт
- Иласхан-Юрт на фоне горного массива
- Мечеть на окраине Иласхан-Юрта на вершине Мазлага корта